# Puuluup
Puuluup — эстонский ну-фолк дуэт, основанный в 2014 году Рамо Тедером (Pastacas как сольный исполнитель) и Марко Вейссоном Их инструментами являются тальхарпа и лупер.
В ноябре 2023 года они были объявлены вместе с 5miinust одними из полуфиналистов Eesti Laul 2024, эстонского отбора на конкурс песни «Евровидение-2024», с песней «(Nendest) narkootikumidest ei tea me (küll) midagi» («О (этих) наркотиках мы (хотя) ничего не знаем»). Они прошли в финал в первом раунде полуфинала. В финале заняли 20 место.

## Дискография
- 2018 «Süüta mu lumi» («Light my snow»)[4]
- 2020: «Kasekesed / Kasekäpa»[4]
- 2021: «Viimane suusataja»
- 2023: «(Nendest) narkootikumidest ei tea me (küll) midagi» — с 5miinust